# リチャルド・サンチェス
リチャルド・ラファエル・サンチェス・ゲレーロ（Richard Rafael Sánchez Guerrero, 1996年3月29日 - ）は、パラグアイ・アスンシオン出身のサッカー選手。リーガMX・クラブ・アメリカ所属。ポジションはDF。

## クラブ経歴
2016年にリーガ・パラグアージャのリーベル・プレート・アスンシオンでプロデビュー、2月9日のクラブ・リベルタ戦でプロ初出場。4月25日のクラブ・ナシオナル戦でプロ初ゴールを記録。同年シーズン19試合1ゴールを記録し、2017年にオリンピア・アスンシオンに移籍。2018年シーズンはリーグ戦38試合3ゴールを記録、リーグ優勝に貢献した。
2019年8月24日、リーガMX]のクラブ・アメリカに移籍。11月29日のUANLティグレス戦で、移籍後初ゴールを決めた。

## パラグアイ代表
2018年6月12日の日本との2018 FIFAワールドカップ開幕前の親善試合でパラグアイ代表デビュー。翌2019年のコパ・アメリカ2019の代表にも選出。6月20日のグループリーグのアルゼンチン戦で、代表初ゴールを決めた。